# Drive Control System
DCS staat voor: Drive Control System en Duo Control System.
De benaming wordt door twee fabrikanten van motorfietsen gebruikt, maar voor totaal verschillende systemen:
- Bij Bimota (Drive Control System) gaat het om het stuursysteem voor de naafbestuurde Tesi-modellen (vanaf 1983).
- Bij BMW (Duo Control System) is het de automatische aanpassing van de inveerkarakteristiek (achter), als optie leverbaar op de tweekleps K-modellen.